# Tragulus williamsoni
Tragulus williamsoni är ett partåigt hovdjur i familjen mushjortar som förekommer i Sydostasien.
Arten är bara känd från en individ som hittades 1916 i nordöstra Thailand. Oklart är om äldre fynd av påfallande stora exemplar från släktet Tragulus tillhör denna art. Det kända utbredningsområdet är en bergstrakt som är täckt av städsegrön skog. Enligt en studie finns arten i provinsen Yunnan i sydöstra Kina men den behöver bekräftelse.
Den kända individen var tydlig större än alla andra släktmedlemmar. Den hade en ljusbrun ovansida och en tydlig mörk strimma på nacken. Strimmorna på halsen var liksom hos Tragulus kanchil, inklusive den bruna kragen. Undersidan har en vitaktig färg. Per käkhalva finns i underkäken 3 framtänder, en hörntand, 3 premolarer och 3 molarer. I överkäken saknas alla framtänder vad som ger 34 tänder i hela tanduppsättningen.
Andra arter av samma släkte är ett omtyckt jaktbyte och troligen jagas även Tragulus williamsoni. Ifall arten har en större utbredning så finns flera skyddszoner i regionen. IUCN listar arten med kunskapsbrist (DD).